# Episodi di Archer (prima stagione)
La prima stagione della serie animata Archer, composta da 10 episodi, è andata in onda sul canale televisivo FX, dal 17 settembre 2009 al 18 marzo 2010. Il primo episodio è stato mostrato in anteprima il 17 settembre 2009, mentre il resto della stagione è stato trasmesso a partire dal 14 gennaio 2010.
In Italia la stagione è andata in onda sul canale FX, dal 10 aprile 2010, mentre il 22 ottobre 2015 è stata resa interamente disponibile dal servizio di video on demand Netflix.
| nº | Codice di produzione | Titolo originale  | Titolo italiano           | Prima TV USA      | Prima TV Italia |
| -- | -------------------- | ----------------- | ------------------------- | ----------------- | --------------- |
| 1  | AR01001              | Mole Hunt         | Caccia alla talpa         | 17 settembre 2009 | 10 aprile 2010  |
| 2  | XAR01002             | Training Day      | L'addestramento           | 14 gennaio 2010   | 17 aprile 2010  |
| 3  | XAR01004             | Diversity Hire    | Il nuovo assunto          | 21 gennaio 2010   | 24 aprile 2010  |
| 4  | XAR01003             | Killing Utne      | Uccidere Utne             | 28 gennaio 2010   |                 |
| 5  | XAR01005             | Honeypot          | L'esca                    | 4 febbraio 2010   |                 |
| 6  | XAR01006             | Skorpio           | Skorpio                   | 11 febbraio 2010  |                 |
| 7  | XAR01007             | Skytanic          | Skytanic                  | 18 febbraio 2010  |                 |
| 8  | XAR01008             | The Rock          | Il diamante di San Marino | 4 marzo 2010      |                 |
| 9  | XAR01009             | Job Offer         | L'offerta di lavoro       | 11 marzo 2010     |                 |
| 10 | XAR01010             | Dial M for Mother | Nel nome della madre      | 18 marzo 2010     |                 |

## Caccia alla talpa
- Titolo originale: Mole Hunt

Archer e Crenshaw.

- Diretto da: Adam Reed (non accreditato)
- Scritto da: Adam Reed

### Trama
Mentre i suoi colleghi cercano una talpa nell'agenzia, Archer accede ai dati nei computer per nascondere le incongruenze dei suoi rimborsi spese.
- Ascolti USA: telespettatori 910.000[5].

## L'addestramento
- Titolo originale: Training Day
- Diretto da: Adam Reed (non accreditato)
- Scritto da: Adam Reed

### Trama
Malory ha la sensazione che Lana abbia ancora una cotta per Archer, così promuove il contabile Cyril ad agente sul campo.
- Ascolti USA: telespettatori 1.820.000[5].

## Il nuovo assunto
- Titolo originale: Diversity Hire
- Diretto da: Adam Reed (non accreditato)
- Scritto da: Adam Reed

### Trama
Il nuovo arrivato dell'agenzia, assunto perché appartenente a una minoranza, mostra subito ottime qualità, ma Archer sospetta possa nascondere secondi fini.
- Ascolti USA: telespettatori 1.230.000[5].
- Note: L'episodio è stato trasmesso su FX col titolo Il nuovo agente[6].

## Uccidere Utne
- Titolo originale: Killing Utne
- Diretto da: Adam Reed (non accreditato)
- Scritto da: Adam Reed

### Trama
Per ottenere un importante cliente, Malory ingaggia un killer tedesco e la sua ragazza per simulare un tentato omicidio durante una cena, ignara che il duo è stato già ingaggiato per uccidere veramente l'uomo.
- Ascolti USA: telespettatori 870.000[5].
- Note: L'episodio è stato trasmesso su FX col titolo L'ultima cena[6].

## L'esca
- Titolo originale: Honeypot
- Diretto da: Adam Reed (non accreditato)
- Scritto da: Adam Reed e Tony Carbone

### Trama
Archer viene costretto da sua madre a sedurre un agente nemico omosessuale, per ottenere alcuni video che la incriminano. 
- Guest star: Thomas Lennon (Charles), Ron Perlman (Ramon).
- Ascolti USA: telespettatori 620.000[5].

## Skorpio
- Titolo originale: Skorpio
- Diretto da: Adam Reed (non accreditato)
- Scritto da: Adam Reed

### Trama
Archer e Lana devono andare in missione per fermare un trafficante d'armi, mentre Malory ha un appuntamento con il capo del KGB, suo amante, a cui rivela che potrebbe essere lui il padre di Archer.
- Ascolti USA: telespettatori 760.000[5].

## Skytanic
- Titolo originale: Skytanic
- Diretto da: Adam Reed (non accreditato)
- Scritto da: Adam Reed

### Trama
La squadra ha il compito di sventare un allarme bomba che richiede la sua attenzione, durante il viaggio inaugurale del dirigibile di lusso Excelsior. Malory alla fine ammette di essersi inventata lei l'allarme bomba, come scusa per avere biglietti gratis. Proprio nel mentre Lana sta chiamando Archer per dargli questa notizia, egli trova ironicamente una vera bomba nella stiva.
- Ascolti USA: telespettatori 870.000[5].

## Il diamante di San Marino
- Titolo originale: The Rock
- Diretto da: Adam Reed (non accreditato)
- Scritto da: Adam Reed e Boswell Cocker

### Trama
Quando l'agenzia ODIN ruba un contratto all'ISIS, Malory decide di mandare Archer e Lana a rubare un prezioso diamante come rimborso. Tuttavia, la missione viene messa a rischio quando i lavoratori dell'ISIS decidono di andare in sciopero per una migliore retribuzione.
- Guest star: Jeffrey Tambor (Len Trexler).
- Ascolti USA: telespettatori 720.000[5].

## L'offerta di lavoro
- Titolo originale: Job Offer
- Diretto da: Adam Reed (non accreditato)
- Scritto da: Adam Reed

### Trama
L'ODIN offre a Lana un lavoro, ma Archer crede che l'offerta sia per lui e accetta il lavoro prima di lei. In un primo momento il nuovo lavoro inizia nel migliore dei modi fino a quando Malory, ubriaca, manda un avviso di diffida, a tutte le agenzie, contro suo figlio.
- Guest star: Jeffrey Tambor (Len Trexler).
- Ascolti USA: telespettatori 1.080.000[5].

## Nel nome della madre
- Titolo originale: Dial M for Mother
- Diretto da: Adam Reed (non accreditato)
- Scritto da: Adam Reed

### Trama
Ad Archer, dopo essere stato rapito, viene impiantato un chip di controllo mentale che gli provoca l'impulso di uccidere Malory. Nel frattempo Lana cerca di insegnare una lezione a Cyril, dopo il tradimento di lui, fingendo di andare a letto con tutti i suoi colleghi.
- Ascolti USA: telespettatori 760.000[5].